# Distretto di Ancón
Il distretto di Ancón (spagnolo: Distrito de Ancón) è un distretto del Perù che appartiene geograficamente e politicamente alla provincia e dipartimento di Lima.